# فوستير سيتي (كاليفورنيا)
فوستير سيتي (بالإنجليزية: Foster City)‏ هي إحدى مدن مقاطعة سان ماتيو، كاليفورنيا. تم إعطاءها لقب مدينة في 27 أبريل، 1971. عدد سكان فوستر سيتي تجاوز 30,567 نسمة. في عام 2009 مجلة فوربز صنفتها المرتبة العاشرة من خمس وعشرون أفضل مدن صغيرة للعيش في أمريكا.